# Гидрон

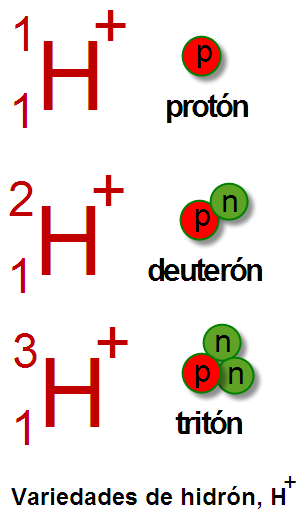

Гидрон (англ. Hydron) - общее название для  катионной  формы атома водорода, представляемый в таблице символом  Н+. Термин "Гидрон", одобренный ИЮПАК, объединяет катионы водорода независимо от их изотопного состава. То есть, он относится к протонам (1H+) для изотопов протия, дейтронам (2H+ или D+) для изотопов дейтерия, и тритонам (3H+ или T+) для изотопов трития
В отличие от большинства других ионов, гидрон состоит только из голого  атомного ядра  . Отрицательно заряженным аналогом гидрона является  гидрид-анион H−.

## Свойства

### Свойства растворенных веществ
При прочих равных условиях соединения, которые легко отдают гидроны (кислоты Бренстеда, см. ниже), обычно являются полярными,гидрофильными растворенными веществами и часто растворимы в растворителях с высокой относительной статической проницаемостью. Примеры включают органические кислоты, такие как уксусная кислота(CH3COOH) или метансульфоновая кислота  (CH3SO3H). Однако большие неполярные части молекулы могут ослабить эти свойства.  Таким образом, из-за наличия алкильной цепи  октановая кислота (C7H15COOH) значительно менее гидрофильна по сравнению с уксусной кислотой.
Нерастворённый гидрон (полностью свободное или «голое» атомное ядро водорода) не существует в конденсированной (жидкой или твердой) фазе.  Хотя  иногда говорят,  что суперкислоты   обязаны своей необычайной гидронодонорной способностью присутствию «свободных гидронов», такое утверждение вводит в заблуждение: даже для источника «свободных гидронов», такого как H2F+, одного из суперкислотных катионов, присутствующих в суперкислотной  фторантимоновой кислоте (HF:SbF5), отщепление  свободного  H+  по-прежнему требует огромных энергетических потерь порядка нескольких сотен ккал/моль.  Это исключает возможность присутствия свободного гидрона в растворе, даже в качестве мимолетного промежуточного продукта.  По этой причине  считается, что в сильных кислотах гидроны   диффундируют путем последовательного переноса от одной молекулы к другой по сети водородных связей посредством так называемого механизма Гроттуса.

### Кислотность
Ион гидрона может включать пару электронов из основания Льюиса в молекулу путем присоединения:
[H]+ + :L → [HL]+
Из-за захвата основания Льюиса (L) ион гидрона имеет кислотный характер Льюиса.  С точки зрения теории жёстких и мягких кислот и оснований, голый гидрон представляет собой бесконечно твердую кислоту Льюиса.
Гидрон играет центральную роль в теории кислоты и основания Бренстеда – Лоури: разновидность, которая ведет себя как донор гидрона в реакции, известна как кислота Бренстеда, тогда как разновидность, принимающая гидрон, известна как основание Бренстеда.  В общей кислотно-основной реакции, показанной ниже, HA - это кислота, а B (показанная неподеленной парой) - это основание:
HA   +: B →   [HB]  +  +: А  -
Гидратированная форма катиона водорода,  ион  гидроксония H3О+ (aq)   , является ключевым объектом   определения кислоты Аррениуса.  Другие гидратированные формы,  катион Цунделя H5О+2  , который образован из протона и двух молекул воды, и собственного катиона H9О+4 , который образован из иона гидроксония и трех молекул воды, теоретически играет важную роль в диффузии протонов через водный раствор в соответствии с механизмом Гроттуса.

## Изотопы гидрона
1. Протон, обозначаемый символом p или 1H+, представляет собой +1 ион протия, 1H.
2. Дейтрон, обозначаемый символом 2H+ or D+, представляет собой +1 ион дейтерия, 2H или D.
3. Тритон, обозначаемый символом 3H+ or T+, представляет собой +1 ион трития , 3H или T.[2][3]

Остальные  изотопы водорода  слишком нестабильны, чтобы иметь отношение к химии.